# Diakonoffiana
Diakonoffiana là một chi bướm đêm thuộc phân họ Olethreutinae, họ Tortricidae Tortricidae.

## Các loài
- Diakonoffiana cyanitis (Diakonoff, 1973)
- Diakonoffiana cyanosticha (Clarke, 1976)
- Diakonoffiana mataea (Diakonoff, 1973)
- Diakonoffiana saloris (Diakonoff, 1973)
- Diakonoffiana spumans (Diakonoff, 1973)
- Diakonoffiana syngena (Diakonoff, 1973)
- Diakonoffiana tricolorana (Meyrick, 1881)
- Diakonoffiana vindemians (Meyrick, 1921)